# Schumanniophyton
Schumanniophyton  es un género con tres especies de plantas con flores perteneciente a la familia de las rubiáceas. Es nativo de los trópicos de África.

## Taxonomía
El género fue descrito por Harms in H.G.A.Engler & K.A.E.Prantl y publicado en Nat. Pflanzenfam. Nachtr. 1: 313. 1897.

## Especies aceptadas
A continuación se brinda un listado de las especies del género Schumanniophyton aceptadas hasta mayo de 2015, ordenadas alfabéticamente. Para cada una se indica el nombre binomial seguido del autor, abreviado según las convenciones y usos.	
- Schumanniophyton hirsutum (Hiern) R.D.Good (1926).
- Schumanniophyton magnificum (K.Schum.) Harms in H.G.A.Engler & K.A.E.Prantl (1897).
- Schumanniophyton problematicum (A.Chev.) Aubrév. (1959).